# Assaig Burn-in

La funció de fallades "corba de la banyera" (blava, línia sòlida superior) és una combinació d'un risc decreixent de fallada primerenca (línia de punts vermella) i un risc creixent de fallada per desgast (línia de punts grocs), a més d'un risc constant de fallada aleatòria (verd, línia sòlida inferior).

Burn-in és el procés pel qual els components d'un sistema s'exerceixen abans de posar-se en servei (i sovint, abans que el sistema s'acobli completament a partir d'aquests components). Aquest procés de prova obligarà a produir-se determinades fallades en condicions supervisades, de manera que es pugui establir una comprensió de la capacitat de càrrega del producte.
La intenció és detectar aquells components particulars que fallarien com a resultat de la part inicial (línia vermella a punts de la figura) d'alta taxa de fallada de la corba de banyera. Si el període d'enregistrament es fa prou llarg (i, potser, artificialment estressant), es pot confiar que el sistema estarà majoritàriament lliure de fallades primerenques addicionals un cop finalitzat el procés de gravació.
Teòricament, qualsevol component feble fallaria durant el temps de "Burn In" permetent que aquestes peces es substituïssin. La substitució dels components febles evitaria fallades prematures, fallades de mortalitat infantil o altres defectes latents.
Per als components electrònics, l'escalfament es realitza amb freqüència a temperatures elevades i potser a tensió elevada. Aquest procés també es pot anomenar remull tèrmic. Els components es poden provar contínuament o simplement provar-se al final del període de combustió.
Quan sigui possible, és millor eliminar l'arrel de les fallades primerenques que fer un burn-in. A causa d'això, un procés que utilitza inicialment el burn-in pot acabar-lo eliminant gradualment a mesura que s'identifiquen i s'eliminen les diferents causes arrels dels errors.